# 横浜地方海難審判所

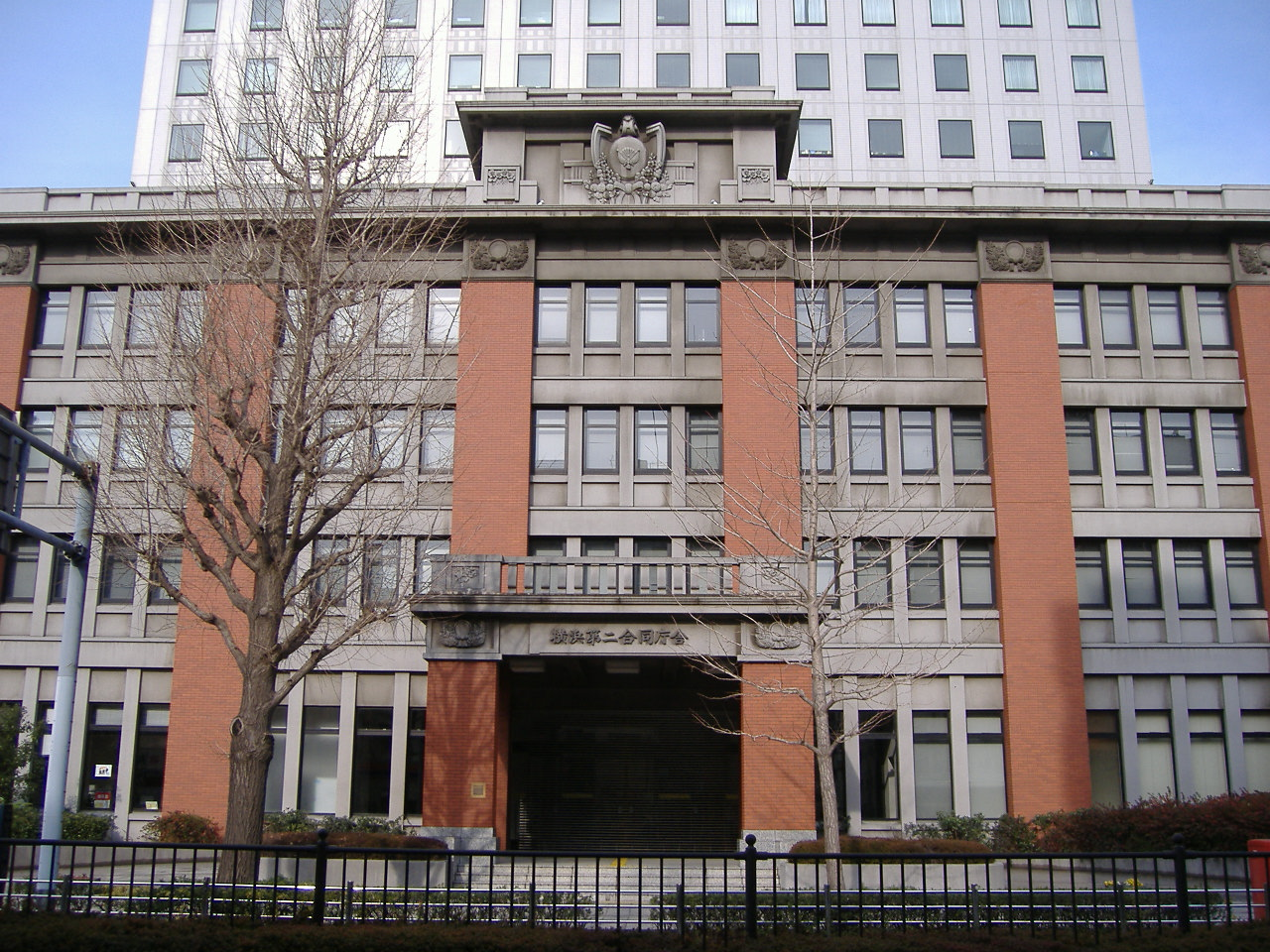
横浜地方海難審判所が入る横浜第二合同庁舎

横浜地方海難審判所（よこはまちほうかいなんしんぱんしょ）は、海難審判法に基づき設置されている国土交通省所管の特別の機関である海難審判所の内、東京の海難審判所で取り扱う「重大な海難」以外の管轄区域において発生した海難について審判を実施する地方海難審判所の一つ。

## 沿革
- 1897年4月6日 - 横浜に横浜地方海員審判所を設置。
- 1948年2月29日 - 海員審判所に代えて海難審判所を設置したことに伴い、横浜地方海難審判所に改称。
- 1949年6月1日 - 運輸省の外局として海難審判庁を設置、横浜地方海難審判庁に改称。
- 1954年11月1日 - 仙台市に横浜地方海難審判庁仙台支部を設置。
- 1960年4月1日 - 仙台支部が仙台地方海難審判庁となる。
- 2008年10月1日 - 海難審判庁の廃止に伴い横浜地方海難審判所に改称。

## 管轄区域
- 東京湾を始め茨城県・千葉県・東京都・神奈川県・静岡県・愛知県・三重県の沿岸
- 栃木県・群馬県・埼玉県・山梨県・長野県・岐阜県の河川・湖沼
- 三重県・パプアニューギニア・オーストラリアのクイーンズランド州及びビクトリア州以東の太平洋全域
- ハドソン海峡以西・ノヴォシビルスク諸島以東の北極海
- ロシア連邦・チュクチ自治管区沿岸及び同自治管区以南のベーリング海

## 所在地
- 231-0003　横浜市中区北仲通5-57 横浜第二合同庁舎19階